# Giovanni Battista Salvi
Pour les articles homonymes, voir Salvi.
 (mars 2025).
Si vous disposez d'ouvrages ou d'articles de référence ou si vous connaissez des sites web de qualité traitant du thème abordé ici, merci de compléter l'article en donnant les références utiles à sa vérifiabilité et en les liant à la section « Notes et références ».
Giovanni Battista Salvi (25 août 1609 - 8 août 1685), dit il Sassoferrato du nom du village où il est né, est un peintre italien du XVIIe siècle, connu principalement pour ses sujets religieux.

## Biographie
Giovanni Battista Salvi naît à Sassoferrato, dans l'actuelle province d'Ancône, dans la région des Marches qui appartient alors aux États pontificaux et dont la ville de Lorette est alors le centre occidental du culte marial.
Il devient l'apprenti de son père Tarquinio Salvi, dont on possède encore quelques œuvres (dans l'église de Sassoferrato notamment).
On pense qu'il a ensuite été l'apprenti du célèbre peintre bolonais Domenichino, lui-même apprenti du non moins célèbre peintre bolonais Annibale Carracci.
Salvi a été influencé par d'autres élèves de Carracci comme Francesco Albani et surtout Guido Reni, que certains critiques considèrent comme son mentor bien que cela n'ait pas été prouvé.
Ses peintures montrent également l'influence  d'Albrecht Dürer, du Guerchin et surtout de Raphaël qu'il admirait.
Le Français Pierre Mignard, qui travaillait à Rome à l'époque, a aussi été l'un de ses modèles.
On sait qu'il a réalisé peu de commandes publiques et sa production artistique s'est surtout orientée vers la copie et la création de tableaux de dévotions commandés par des personnes privées, type de production qui entrait dans le cadre de la Contre-Réforme menée par l'Église catholique et qui était pratiquée par de nombreux peintres. (Carlo Dolci par exemple dont la peinture s’apparente grandement à celle de Sassoferrato.)
En 1630, l’on sait qu'il peint dans le monastère bénédictin de Saint-Pierre de Pérouse. En 1643, qu'il complète le retable de la Madone du Rosaire pour l’autel de Sainte-Sabine à Rome.
En 1648, il se marie à Rome et vit à San Salvatore ai Monti. En 1649, son fils Francesco est baptisé à Rome.
En 1683, son autoportrait, aujourd'hui dans la galerie des autoportraits du corridor de Vasari du Musée des Offices de Florence, fut offert à Cosme III de Médicis par le cardinal Chigi.
Salvi a par ailleurs réalisé quelques grandes compositions pour les églises de Rome et de la région des Marches. Il meurt en 1685.

## Postérité
(mars 2025).
- Si vous ne connaissez pas le sujet, laissez ce bandeau (vous pouvez alors contacter les auteurs).
- Si vous supprimez le contenu mis en cause (vous pouvez préalablement contacter les auteurs),

argumentez précisément cette suppression dans la page de discussion
(un manque de référence n'est pas un argument ; une recherche réelle de référence doit avoir été effectuée, être formellement documentée).
Très estimée pendant la plus grande partie du XIXe siècle, son œuvre, que l'on pensait parfois contemporaine de celle des élèves de Raphaël, souffrit en Angleterre de la critique menée par John Ruskin à la fin du siècle à l'encontre de la peinture de dévotion.
Néanmoins, la fin du XXe siècle marqua un regain d'intérêt pour le baroque italien autour de Guido Reni et ses suiveurs, dont Sassoferrato.
Au-delà de cet héritage, ce qui fait aujourd’hui pourtant la spécificité des œuvres de Sassoferrato tient en des plans rapprochés, des compositions simples à la très grande douceur formelle et gestuelle qui confinent à l’icône hyperréaliste ou l’ex-voto mondain.
Ses peintures s’inscrivent dans une époque où le culte marial, aujourd’hui oublié, de Notre-Dame de Lorette est à son comble en Occident, et où les reliques de la sainte Vierge sont vénérées avec grande intensité et les  images votives de la Madone très prisées.
En cela, la peinture de Sassoferrato excède la fonction traditionnelle de la peinture religieuse qui tend à présenter un personnage ou un épisode des Évangiles ou de la Bible.  Le style de Sassoferrato pourrait annoncer le kitsch des images d’adoration qui cherchaient, au XIXe siècle, à représenter la foi par le halo lumineux et l'expression caricaturale de douceur extatique ; mais la force du clair-obscur, la délicatesse de l’équilibre entre figure et fond obscur, ainsi que la très grande rigueur de la technique picturale le maintient paradoxalement du côté des très grands peintres classiques.

## Œuvres
On connaît plus de 300 tableaux de lui exposés dans des musées ou d'autres lieux publics ou des collections privées.
La plupart de ses dessins se trouvent dans la Collection royale du Royaume-Uni à Windsor.
- Vierge à l'Enfant sur un croissant de lune, (v. 1650), huile sur toile, 133 x 98 cm, Musées du Vatican, Rome.
- Sainte Apolline, vers 1650, huile sur toile, 48 x 38 cm, musée Fabre, Montpellier
- Le Sommeil de l'Enfant Jésus et Vierge à l'Enfant, musée des Beaux-Arts de Lyon, inv. no A 2966 et X 923
- La Vierge en prière, (1640-1650), huile sur toile, 73 x 57,7 cm, National Gallery, Londres, Royaume-Uni.
- L’Institution du rosaire, huile sur toile, 25 x 18 cm, musée des Beaux-Arts d’Orléans (disparu durant la Seconde Guerre mondiale)[1].

## Galerie

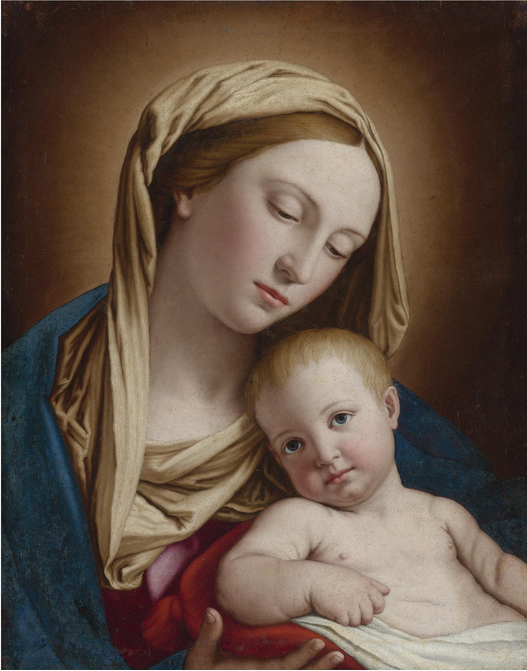
Madone à l'Enfant.
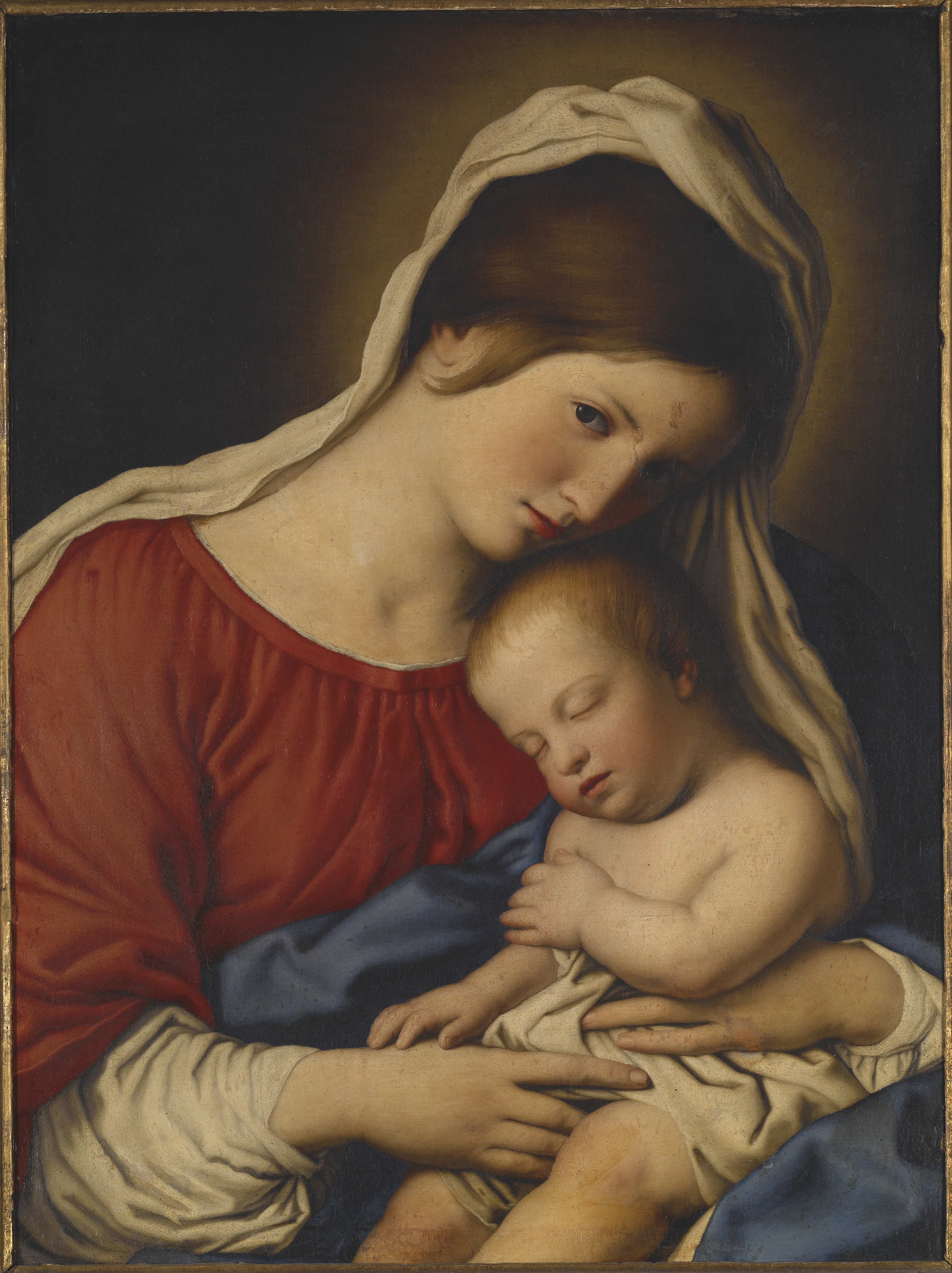
Madone à l’Enfant, musée d'Art d'Indianapolis.
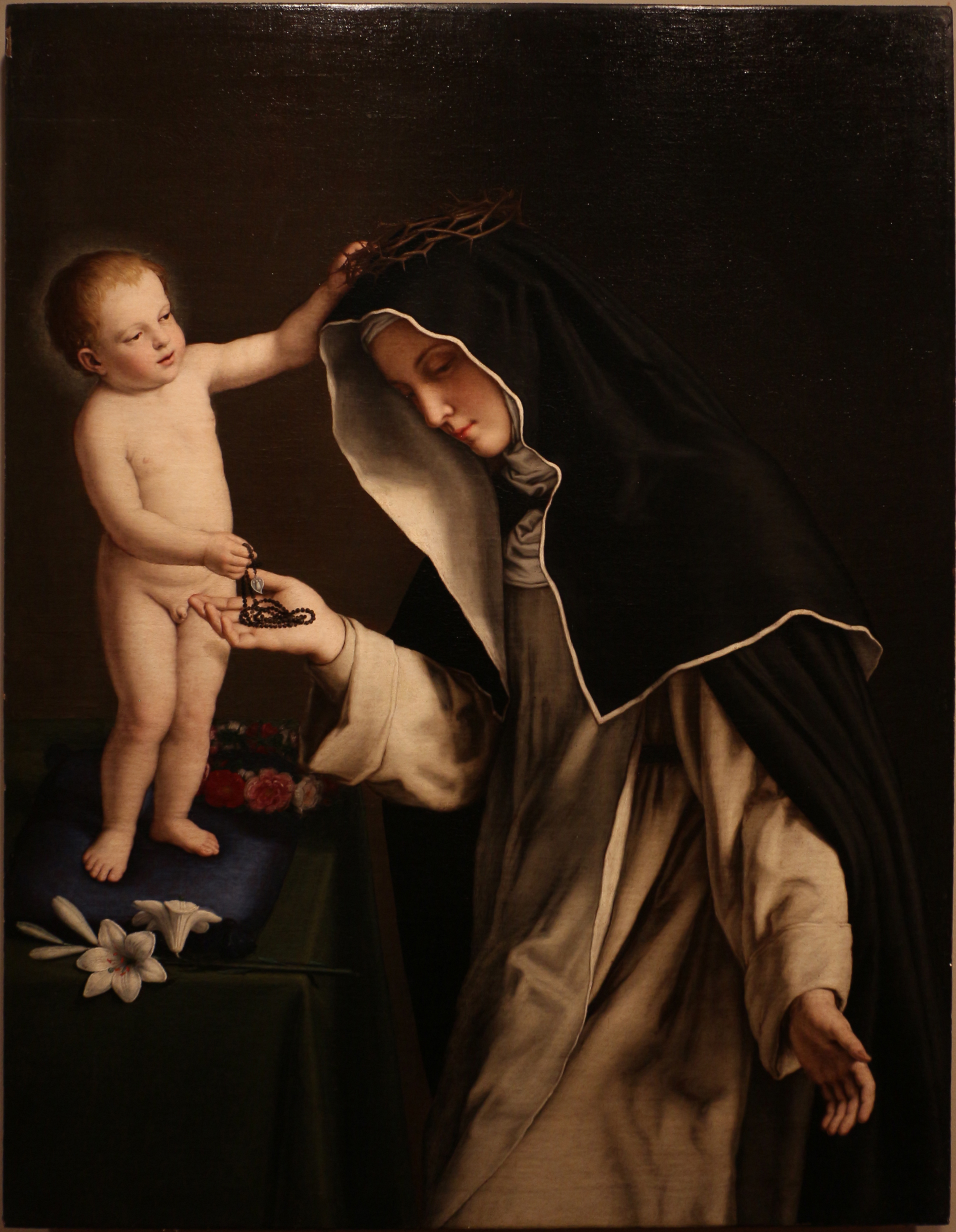
Sainte Catherine de Sienne à l’Enfant Jésus.
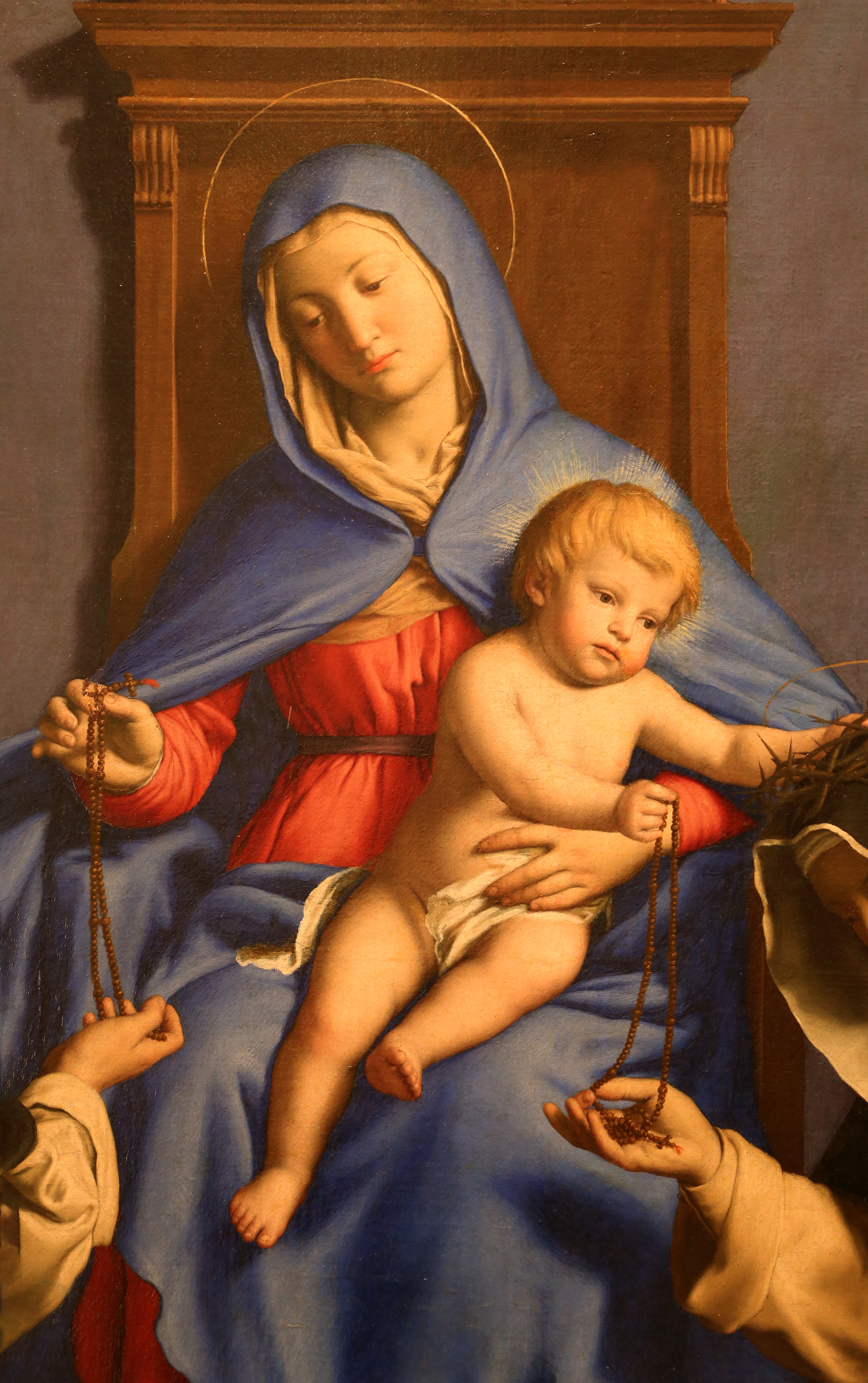
Madone du Rosaire, 1643.
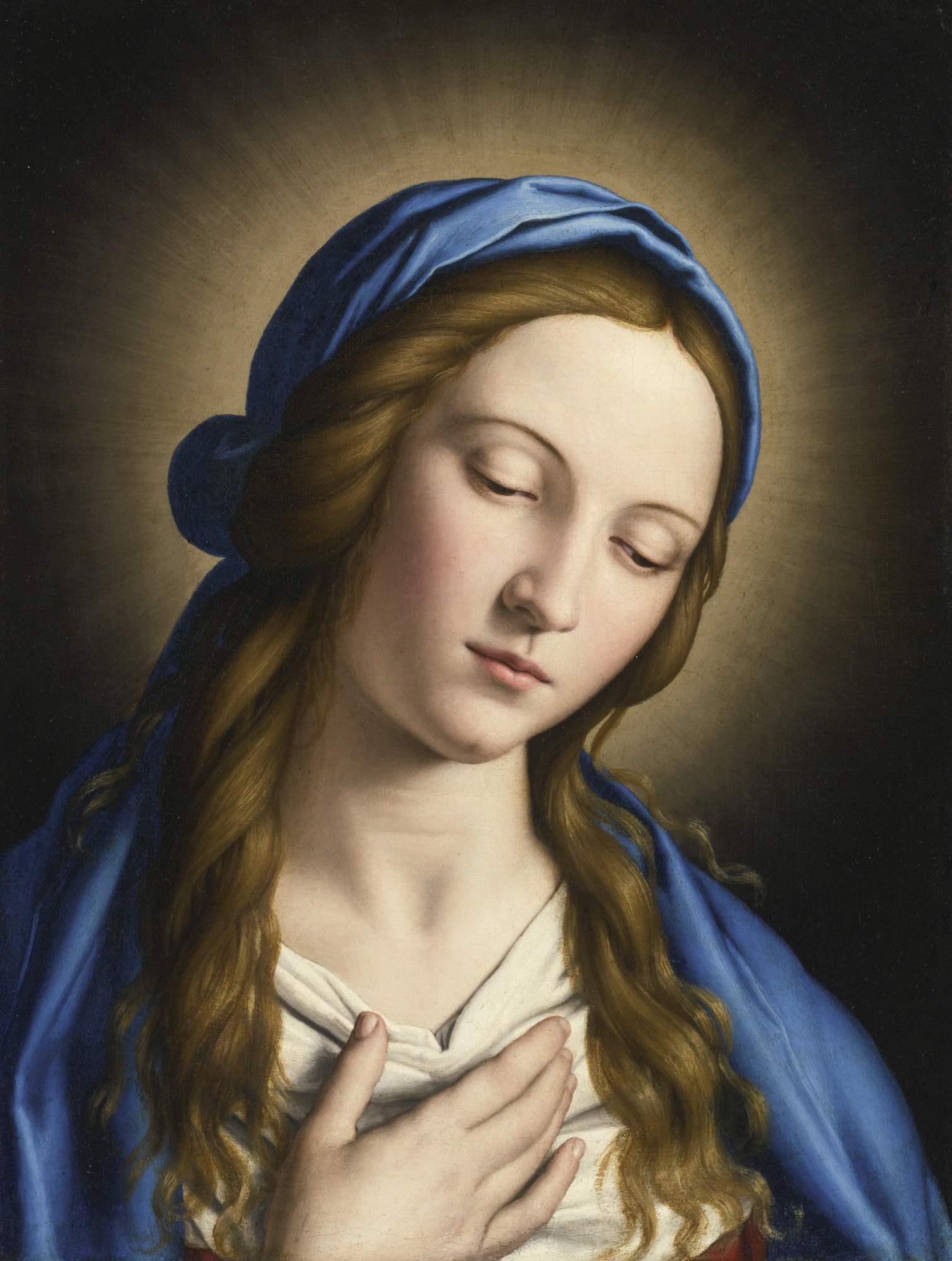
Madone de Sassoferrato.
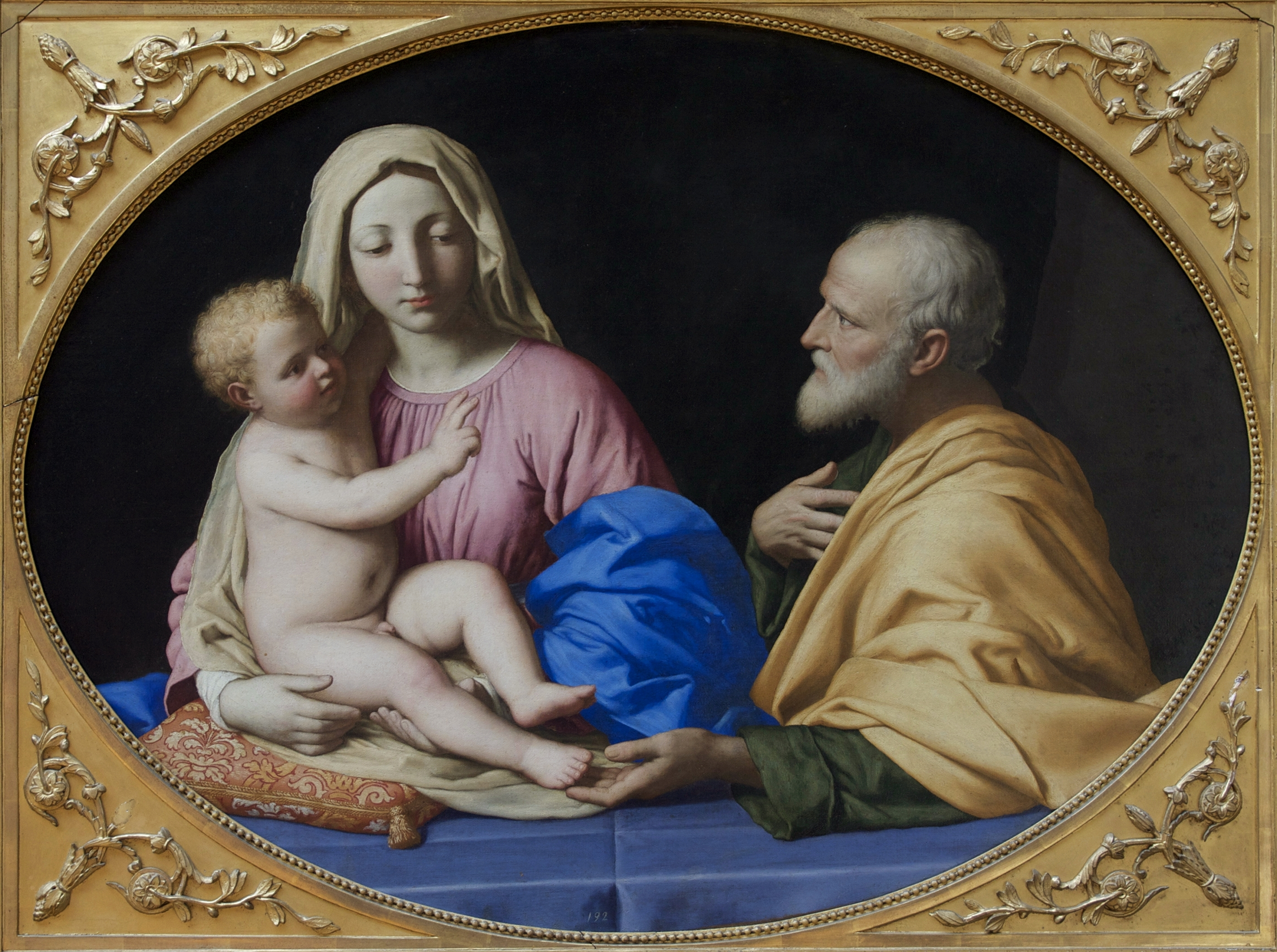
Sainte Famille de Sassoferrato, musée Condé de Chantilly.
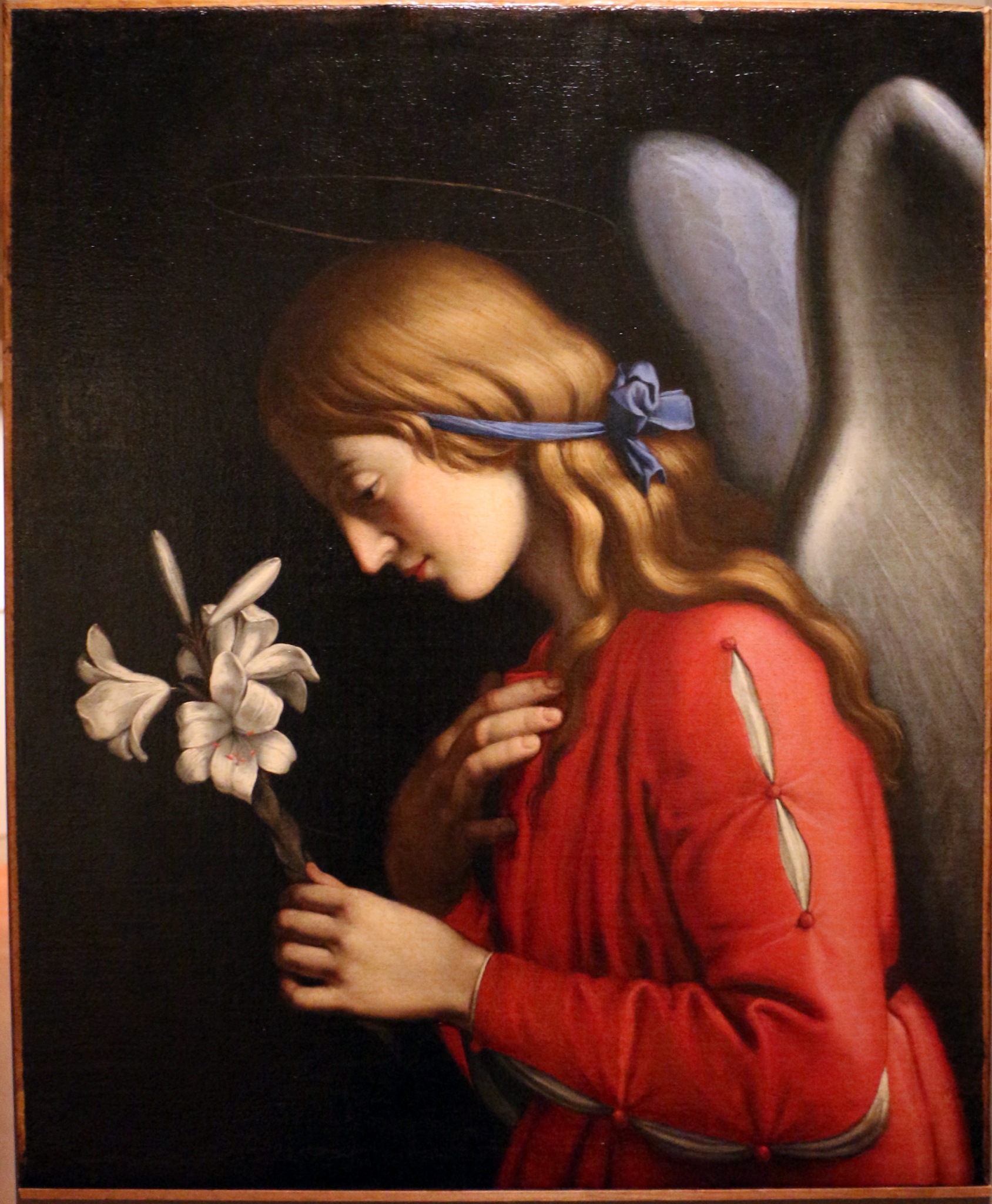
Ange de l'Annonciation.
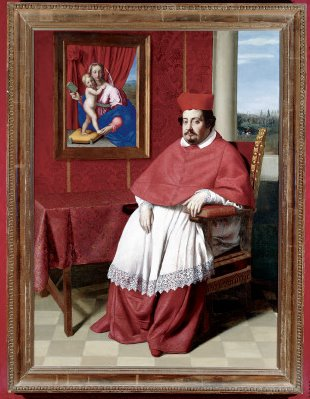
Cardinale con ottura della Madonna col Bambino, Sassoferrato, John and Mable Ringling Museum di Sarasota
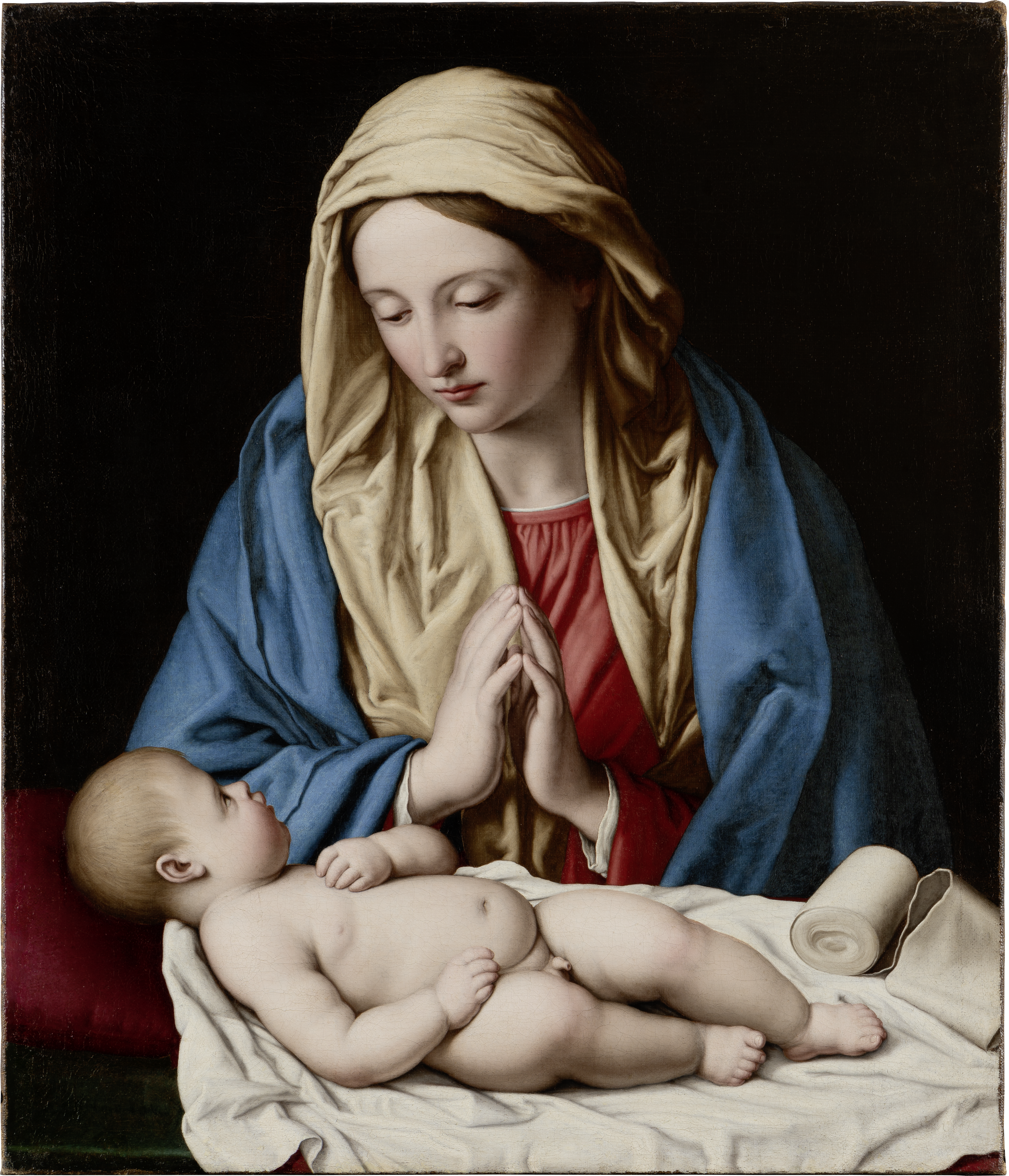
Marie adorant l'Enfant, entre 1640 et 1660, Musée Städel de Francfort
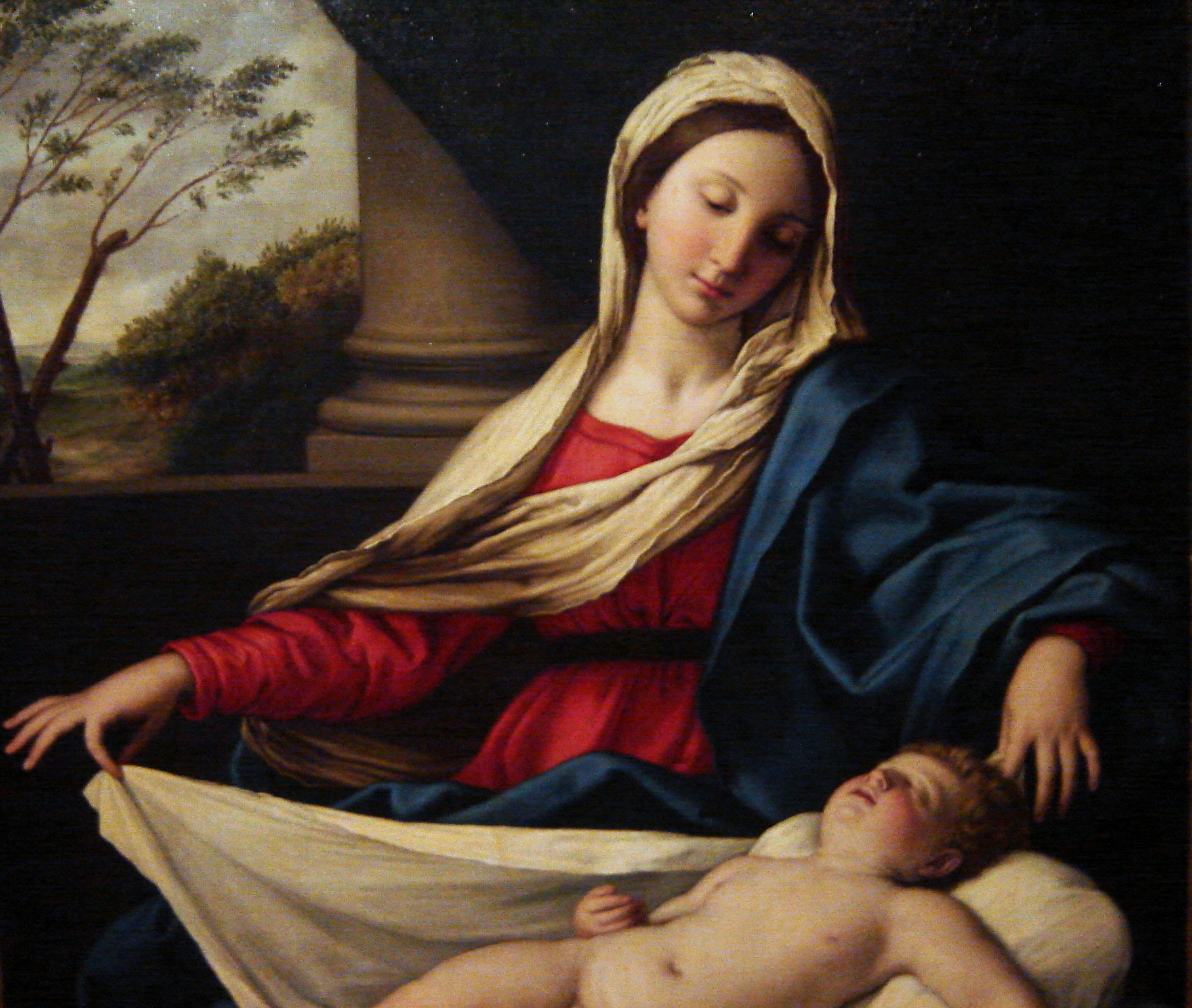
Marie adorant l'Enfant, Musée Soumaya de Mexico
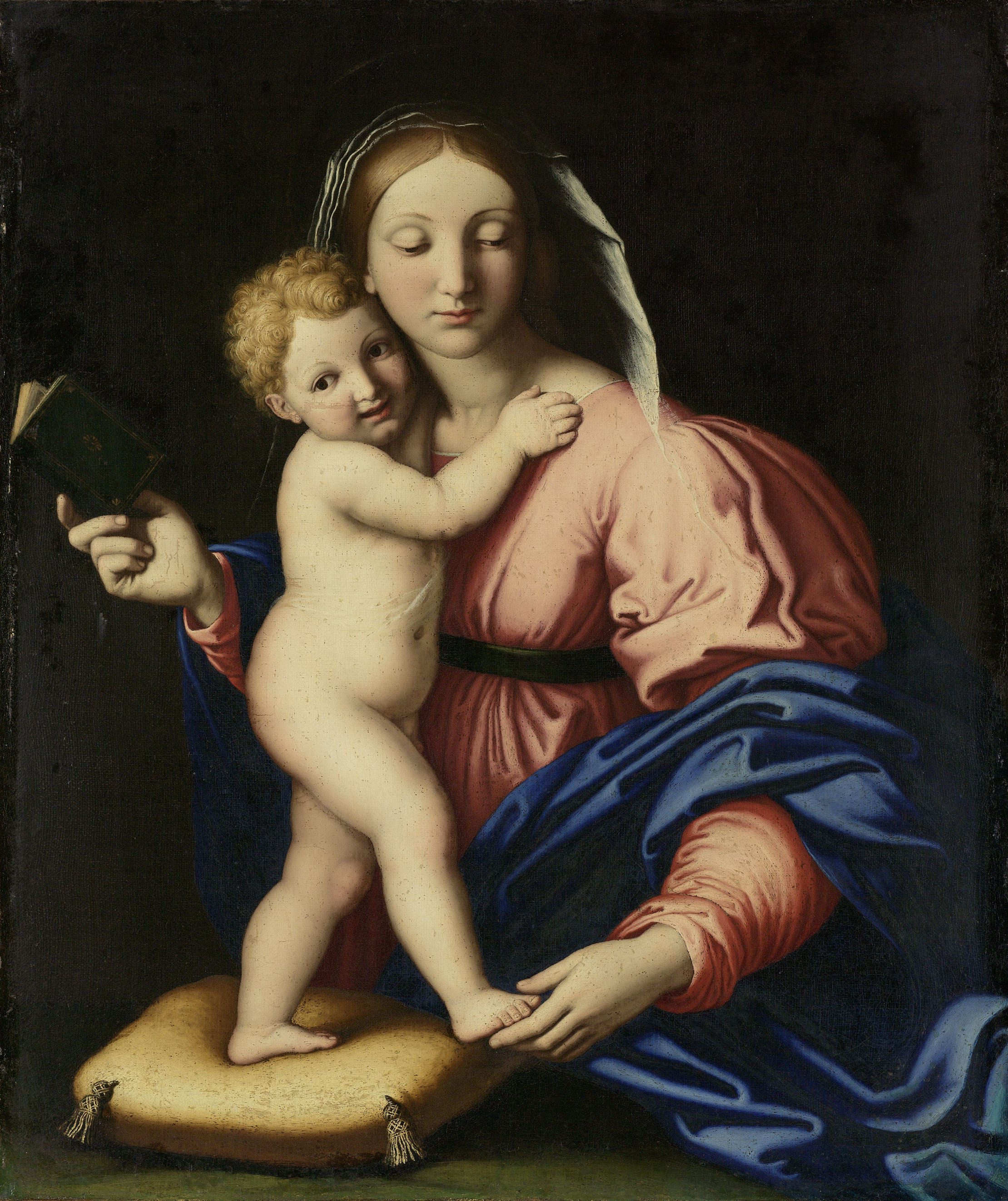
Madone à l'Enfant, Rijksmuseum d'Amsterdam
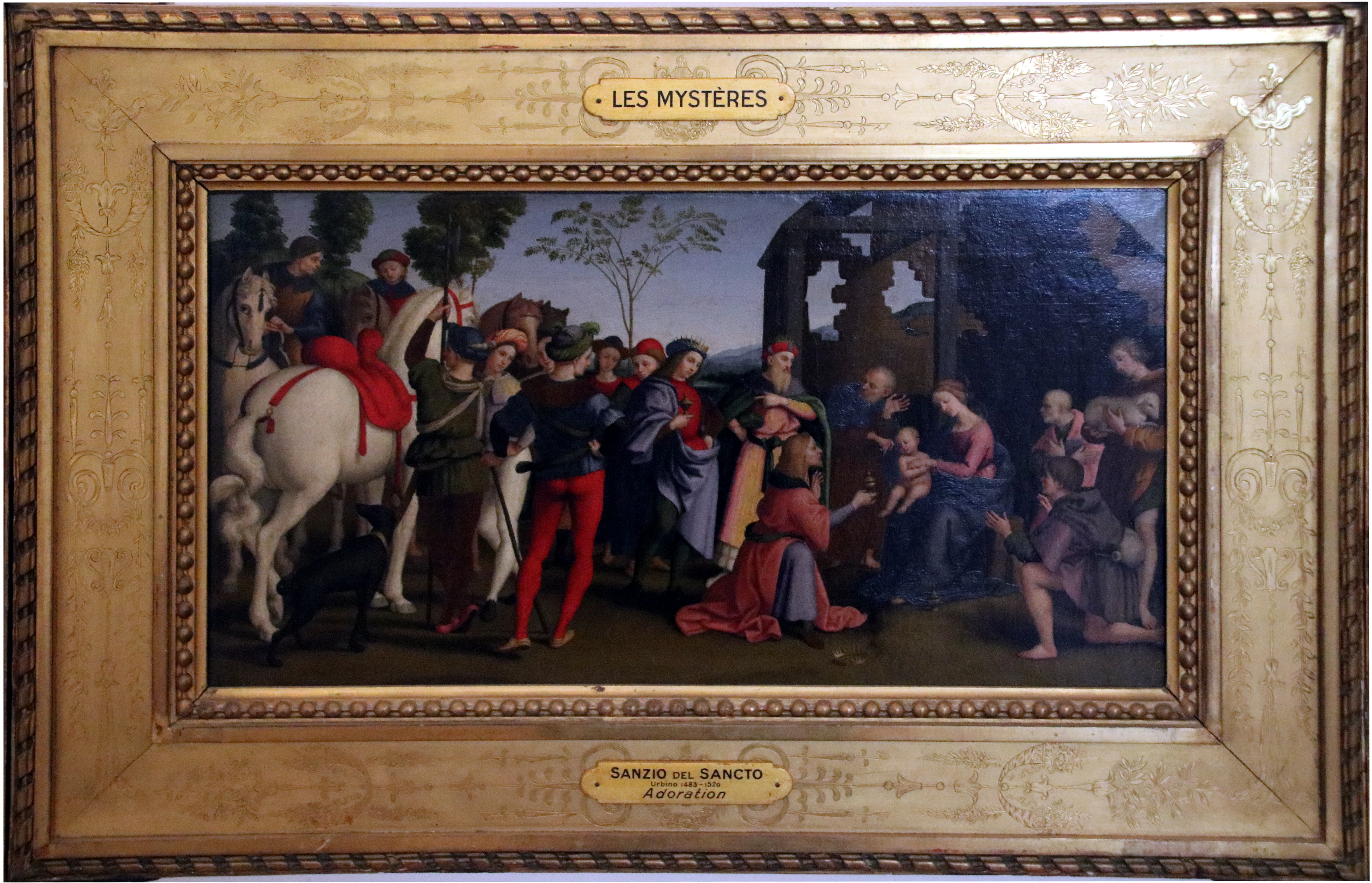
Adoration des mages, Galerie nationale des Marches, Urbino

## Liens
- Peintres nés dans les Marches
- Art sacré